# Hynos

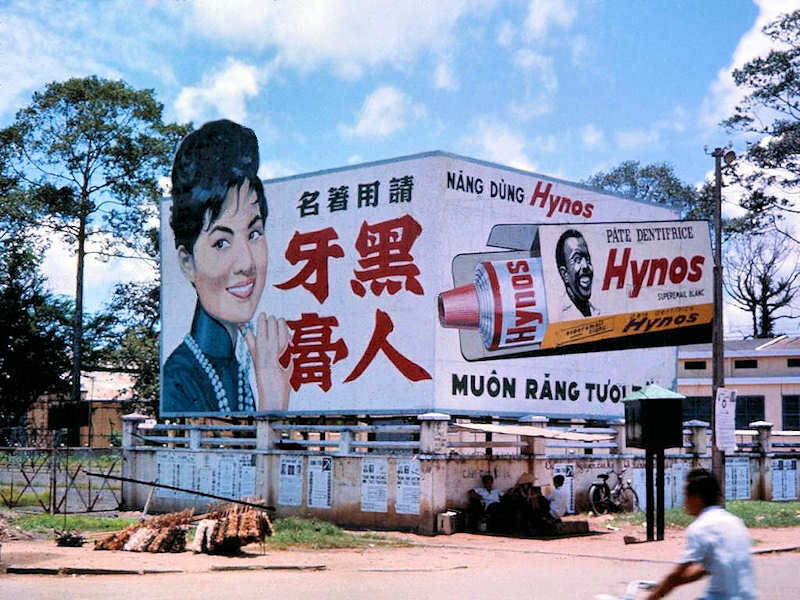
Một bảng quảng cáo Hynos ở Sài Gòn, 1967

Hynos là thương hiệu kem đánh răng Việt Nam. Thương hiệu ban đầu bán tại miền Nam Việt Nam, Cam Bốt, Lào, Thái Lan, Tân Gia Ba và Hương Cảng, và vẫn tồn tại cho đến ngày nay. Hynos được biết đến với các kỹ thuật quảng cáo sáng tạo, bao gồm việc sử dụng các bảng quảng cáo, phim và tiếng leng keng.
Thương hiệu này được biết đến với việc xuất hiện trên một số biển quảng cáo, trong đó nổi bật nhất là hình ảnh một người đàn ông Châu Phi đang cười toe toét với hàm răng trắng bóng (tương tự như logo Kem đánh răng Darlie).  Một cảnh liên quan đến một trong những nhà máy của nó trong bộ phim Full Metal Jacket năm 1987, nơi giao tranh giữa Thủy quân lục chiến Hoa Kỳ và Cộng hòa Miền Nam Việt Nam nổ ra tại thành phố Huế của miền Nam Việt Nam.